# WORLD RECORD
「WORLD RECORD」（ワールド レコード）は日本で活動するバンド、ceroのスタジオ・アルバム。本作はバンドの1枚目のアルバムとして2011年1月26日にカクバリズムより発売された。

## 制作背景
ceroは2004年に高城晶平、柳智之、荒内佑の3人で結成され、2006年に橋本翼を迎えた4人編成となり、東京都の武蔵野界隈を中心に活動してきた。「WORLD RECORD」はバンドにとって初の全国流通盤アルバムである。音源はカクバリズムへの加入が決定する半年前よりレコーディング作業が開始された。レコーディングはメンバーの自宅や、高城が経営するカフェバー「阿佐ヶ谷Roji」他いくつかの箇所で行われ、およそ1年作業は続けられた。アートワークは漫画家の本秀康が担当している。

## 収録

### CD
| #         | タイトル                         | 作詞      | 作曲           | 編曲      | 時間  |
| --------- | -------------------------------- | --------- | -------------- | --------- | ----- |
| 1.        | 「ワールドレコード」             | 高城晶平  | cero           |           | 4:12  |
| 2.        | 「21世紀の日照りの都に雨が降る」 | 高城晶平  | 高城晶平       |           | 2:56  |
| 3.        | 「入曽」                         | 高城晶平  | 高城晶平       |           | 2:05  |
| 4.        | 「あののか」                     |           | 荒内佑         |           | 6:57  |
| 5.        | 「outdoors」                     | 高城晶平  | 高城晶平       |           | 4:26  |
| 6.        | 「ターミナル」                   | 高城晶平  | 高城晶平       |           | 5:21  |
| 7.        | 「exotic penguin steps(intro)」  |           | 荒内佑、橋本翼 |           | 2:08  |
| 8.        | 「exotic penguin night」         | 高城晶平  | 高城晶平       |           | 6:08  |
| 9.        | 「大停電の夜に」                 | 高城晶平  | 高城晶平       |           | 5:56  |
| 10.       | 「マクベス」                     | 高城晶平  | 高城晶平       | 関口将史  | 8:01  |
| 11.       | 「(I found it) Back Beard」      | 荒内佑    | 荒内佑         |           | 5:05  |
| 12.       | 「小旅行」                       | 荒内佑    | 荒内佑         |           | 6:17  |
| 合計時間: | 合計時間:                        | 合計時間: | 合計時間:      | 合計時間: | 59:32 |

## 批評
フリーライターの宮内健はタワーレコードオンラインのインタビューにおいて「WORLD RECORD」ははっぴいえんど、ティン・パン・アレーが紡いだ「都市の音楽」の系譜にあり、同時にカットアップを構成に組み込む技法はThe Avalanchesに似たドリーミーさを内包していると批評した。